# Bogenschützen Winterthur

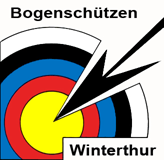
Das Logo der Bogenschützen Winterthur

Die Bogenschützen Winterthur sind ein Schweizer Bogenschiessverein aus Winterthur.

## Geschichte
Der Verein wurde 1953 in Winterthur gegründet und trat noch im selben Jahr dem Schweizer Bogenschützen-Verband (heute Swiss Archery) bei.
Ende der 1970er-Jahre hatte der Verein mit Erika Ulrich und Romeo Frigo erfolgreiche Bogenschützen in seinen Reihen. Erika Ulrich war Weltrekordhalterin über 60 Meter und hielt die Schweizer Rekorde über alle Distanzen. 1977 und 1978 wurde sie Schweizer Meisterin sowie 1978 über 50 Meter und 1978 bis 1980 ebenfalls Meisterin in der Halle. Frigo wurde 1978 erstmals Schweizer Meister, gewann 1978 und 1977 den Titel über 50 Meter und hielt 1980 drei Schweizer Rekorde. Mit diesen Leistungen qualifizierten sich beide für die Olympischen Spiele 1980 in Moskau, die beide in ihren Konkurrenzen auf dem 18. Platz beendeten. Nachdem Ulrich 1981 zurückgetreten war, wechselte Frigo 1982 zu den Bogenschützen Dübendorf.
1996 trat der Verein dem Schweizer Feldbogen-Verband (heute Field Archery Association Switzerland, kurz FAAS) bei, der der International Field Archery Association (IFAA) angeschlossen ist. Im gleichen Jahr holte sich der Compoundbogenschütze David Lopez seinen ersten Meistertitel, er nahm an insgesamt zehn Indoor- und Outdoorweltmeisterschaften von World Archery teil und gehörte 1997 zum Schweizer Team, das an den Indoor-Weltmeisterschaften in Istanbul Bronze gewann. Er trug auch seinen Teil dazu bei, als die Bogenschützen Winterthur 1999 den Mannschaftstitel an den Compound-Indoormeisterschaften holten.
2022 wurde Renata Issler Fortin bei den kleineren IFAA-Weltmeisterschaften Weltmeisterin in der Kategorie Adult Female.

## Clubhaus
Der Verein besitzt ein Clubhaus mit Turnierwiese in der Nähe des Schützenweihers im zum Stadtkreis Veltheim gehörenden Quartier Rosenberg.